# Riesenzaunkönig
Der Riesenzaunkönig (Campylorhynchus chiapensis) ist eine Vogelart aus der Familie der Zaunkönige (Troglodytidae), die in Mexiko endemisch ist. Der Bestand wird von der IUCN als nicht gefährdet (Least Concern) eingeschätzt. Die Art gilt als monotypisch.

## Merkmale
Der Riesenzaunkönig erreicht eine Körperlänge von etwa 20,0 bis 22,0 cm bei einem Gewicht von ca. 43,4 bis 57,0 g. Er hat einen auffällig gelbbraunen bzw. weißlichen Überaugenstreif und schwarzen Augenstreif. Der Oberkopf, der Nacken und die Schultern sind schwarz. Die Oberseite ist kastanienbraun, die Steuerfedern dunkel kastanienbraun mit auffälligem weißem subterminalem Band an allen zentralen Federpaaren. Die Flügel sind gräulich schwarz, die Armschwingen kastanienfarben und undeutlich gestreift, die Oberflügeldecken rötlich braun. Die Ohrdecken, das Kinn, die Kehle und die Brust sind weiß, der Bauch und der Steißbereich gelbbraun. Die Augen sind rötlich braun, der Oberschnabel schwarz, der Unterschnabel grau mit blasser Basis und blassen schieferblauen bis gräulich braunen Beinen. Beide Geschlechter ähneln sich im Aussehen. Jungtiere ähneln ausgewachsenen Tieren, doch wirkt die Unterseite weniger rein weiß.

## Verhalten und Ernährung
Die Ernährung des Riesenzaunkönigs ist wenig erforscht, doch ernährt er sich wahrscheinlich größtenteils von Wirbellosen. Bei der Futtersuche ist er am Boden oder bodennah unterwegs, sehr selten auch in höheren Straten. Das unterscheidet ihn ökologisch vom Rostrücken-Zaunkönig (Campylorhynchus capistratus (Lesson, RP, 1842)), der gerne an kleineren Ästen nach Futter sucht. Der Riesenzaunkönig untersucht dabei die Basis von lebenden und umgefallenen Bäumen. Er wurde auch schon dabei beobachtet, wie er in Hühnerställe eindrang, um vermutlich die darin befindlichen Eier anzugreifen.

## Lautäußerungen
Der Gesang des Riesenzaunkönigs besteht aus wiederholten rhythmischen dumpfen Phrasen, die glucksend und ausgelassen wirken. Die Geschlechter singen unisono. Dazu gibt er verschiedene knirschende und raue zirpende Laute von sich.

## Fortpflanzung
Die Brutsaison des Riesenzaunkönigs ist von Mai bis Juli. Vermutlich brütet er zweimal pro Saison. Einiges weist darauf hin, dass er viele Helfer am Nest hat. Das Nest ist ein sperriger überdachter Bau, der ca. 25 bis 35 cm im Durchmesser ist. An der Seite hat es einen kreisrunden Eingang. Es ist aus Stroh, den Stängeln von Unkraut und aus Rebenstücken gebaut und befindet sich in drei bis vier Metern über dem Boden, ohne dass er sich bemüht dieses zu verstecken. Oft werden die Nester in Kugelkopf-Akazien gebaut, die aggressiven Ameisenarten der Gattung Pseudomyrmex als Lebensraum dienen. Diese Ameisen attackieren Eindringlinge, aber nicht deren Nester. Ein Gelege mit drei Eiern wurde entdeckt, die als hell gelbbraun mit starken braunen Flecken beschrieben wurden. Über Brutzeit und Zeit, bis die Nestlinge flügge werden, gibt es keine gesicherten Daten.

## Verbreitung und Lebensraum

Verbreitungsgebiet des Riesenzaunkönigs

Der Riesenzaunkönig bevorzugt verschiedene Buschlandschaften, inklusive der buschigen Zaunreihen und Hecken von Höfen, die von Menschen angelegt wurden. Der ideale Lebensraum enthält Hülsenfrüchtlersträucher der Gattung Enterolobium oder Mangos  in dichtem Baumbestand sowie mit Kugelkopf-Akazien, die ihm als Nistplatz dienen. Er bewegt sich in Höhenlagen von Meeresspiegel bis 300 Metern.

## Migration
Es wird vermutet, dass der Riesenzaunkönig ein Standvogel ist.

## Etymologie und Forschungsgeschichte
Die Erstbeschreibung des Riesenzaunkönigs erfolgte 1891 durch Osbert Salvin und Frederick DuCane Godman unter dem wissenschaftlichen Namen Campylorhynchus chiapensis. Das Typusexemplar wurde von William Blaney Richardson im mexikanischen Bundesstaat Chiapas gesammelt. 1824 führte Johann Baptist von Spix die für die Wissenschaft neue Gattung Campylorhynchus ein. Dieser Name leitet sich von »campylos, camptō καμπυλος, καμπτω« für »gebogen, biegen« und »rhynkhos ῥυγχος« für »Schnabel« ab. Der Artname »chiapensis« bezieht sich auf den Bundesstaat, in dem der Balg gesammelt wurde.